# Terry Newton

a Compétitions nationales et continentales officielles uniquement.

b Matchs officiels uniquement.
Terry Newton, né le 7 novembre 1978 à Wigan et mort le 26 septembre 2010 à Wigan, est un joueur de rugby à XIII anglais évoluant au poste de talonneur dans les années 1990 et 2000.
Il est sélectionné en sélection britannique à quinze reprises et en sélection anglaise une fois. En club, Terry Newton connaît plusieurs clubs au sein de la Super League, tout d'abord des débuts aux Leeds Rhinos avant de rejoindre les Wigan Warriors, les Bradford Bulls et enfin les Wakefield Trinity Wildcats.
Cependant en février 2010, il est contrôlé positif à l'hormone de croissance et est suspendu deux ans ; il met fin à sa vie en septembre 2010.